# Wolfgang Heine

Wolfgang Heine

Wolfgang Heine (* 3. Mai 1861 in Posen; † 9. Mai 1944 in Ascona, Tessin) war ein deutscher Jurist und Politiker (SPD), langjähriges Mitglied des Reichstages, Ministerpräsident des Freistaates Anhalt und preußischer Landesminister.

## Familie und Ausbildung
Heine war der Sohn von Meta Bormann und Otto Heine (1832–1906), klassischer Philologe und Gymnasialdirektor. Von 1867 bis 1869 lernte er an Privatschulen in Weimar und Hirschberg mit anschließendem Besuch des Gymnasiums in Breslau. In den Jahren 1879 bis 1884 studierte Heine in Breslau, Tübingen und Berlin zunächst Naturwissenschaften und später Rechtswissenschaften. Dazwischen leistete er 1882 und 1883 seinen Militärdienst. Heine war von 1881 bis zu seinem Ausschluss 1897 Mitglied des völkisch-nationalistischen Vereins Deutscher Studenten. Er war Vorsitzender des Breslauer VDSt, trat für diesen als Redner auf und war Mitarbeiter der Vereinszeitschrift Kyffhäuser-Zeitung. Nach dem ersten juristischen Staatsexamen war er von 1884 bis 1889 Referendar im preußischen Justizdienst. Parallel studierte er 1887 im staatswissenschaftlichen Seminar Adolph Wagners, eines Vertreters der Historischen Schule der Nationalökonomie und sogenannten Kathedersozialisten. Im Jahr 1889 legte Heine sein Assessorexamen ab.

## Politisches Wirken, öffentliche Ämter und Mandate

### Zur Zeit des Kaiserreichs
Bereits im Jahr 1887 trat Heine der SPD bei, noch während das Sozialistengesetz in Kraft war. Heine gehörte dem pragmatischen, reformistischen Lager um Eduard Bernstein an. Mit unter anderem Max Quarck, Otto Landsberg, Eduard David, Albert Südekum, Georg Gradnauer, Gustav Noske und Carl Severing bildete er ein Netzwerk von SPD-Politikern, die bürgerlichen Familien entstammten und die sich nicht aufgrund eines eigenen Klasseninteresses für die Sozialdemokratie entschieden hatten.
Er und seine Mitstreiter standen dem orthodoxen Marxismus kritisch gegenüber. Ein revolutionärer Aktionismus, wie ihn Rosa Luxemburg forderte, schien ihnen zu unrealistisch und wenig praktikabel, stattdessen befürworteten sie die Reformarbeit im bestehenden sozioökonomischen System. Der sowjetische Politiker und marxistische Theoretiker Grigori Sinowjew schrieb später, „Heine, Quar[c]k und Südekum“ hätten „im Kampf gegen den Marxismus Karriere gemacht“.
Nach dem 1889 abgelegten Assessorexamen praktizierte Heine bis 1918 als Rechtsanwalt mit eigener Kanzlei in Berlin. Der Jurist Kurt Rosenberg war Referendar in Heines Kanzlei. In seinen Jugenderinnerungen beschreibt Rosenberg Heine als vielseitigen Mann, der zu Beginn der 1890er Jahre zum Kreis um Gerhart Hauptmann, Wilhelm Bölsche und Bruno Wille gehörte. Mit seinem Studiengefährten Hermann Bahr verbrachte Heine außerdem viel Zeit in literarischen Zirkeln Berlins, wo er auch Arno Holz und Johannes Schlaf kennenlernte.
Während dieser Zeit organisierte Heine Gesprächsrunde zu Politik, Wissenschaft und Kunst in seiner Wohnung, bei denen sowohl Vertreter des linken als auch des rechten politischen Spektrums zusammenkamen, zum Beispiel Ignaz Auer, Georg von Vollmar (Heines politisches Vorbild), aber auch der spätere Rassentheoretiker Ludwig Woltmann. Respekt für den politischen Gegner und Würde der einzelnen Persönlichkeit waren wichtige Werte für Heine, die auch sein soziales Engagement prägten. Heine unterstützte mehrere Freie Schulgemeinden, zum Beispiel fungierte er als Rechtsexperte für die Freie Schulgemeinde Wickersdorf, die seine beiden Söhne besuchten. Außerdem setzte er sich für die Freiheit von Kunst und Wissenschaft ein, so im Fall der Lex Heinze und später im Streit um Arthur Schnitzlers Reigen.
Er trat oft als Verteidiger in politischen Prozessen auf, vor allem für sozialdemokratische Angeklagte. So verteidigte er 1896 bis 1897 Ignaz Auer (und Genossen), die Angeklagten im Zusammenhang mit den Straßenunruhen in Berlin-Moabit (1910/11) und 1912 bis 1913 Julian Borchardt. Er galt als einer der wichtigsten Rechtsexperten der Partei.
In den Jahren 1898 bis 1918 war er Mitglied des Reichstags, zunächst als Abgeordneter des 3. Berliner Wahlkreises, ab 1912 für den Reichstagswahlkreis Herzogtum Anhalt 1. Erhebliche Bedeutung hatte Heine für die Formulierung der sozialdemokratischen Position bei den Beratungen zum Reichsvereinsgesetz. In diesem Zusammenhang führte er im Auftrag des Parteivorstandes eine Umfrage zur Handhabung des bisherigen Vereinsrechts („Vereinsenquete“) durch. Daneben gab er juristische Einschätzungen zu zentralen innenpolitischen Themen, etwa zur Zabern- oder Daily-Telegraph-Affäre, ab. Außerdem äußerte er sich im innerparteilichen Streit zur Budgetfrage.'
Während des Ersten Weltkriegs war Heine als Mitglied des rechten Flügels der SPD Verfechter der Burgfriedenspolitik und Kriegsbefürworter. Zusammen mit seinen Mitstreitern setzte er im August 1914 die Zustimmung der Reichstagsfraktion zu den Kriegsanleihen durch. Heine sah die Verteidigung des Vaterlandes als patriotische Pflicht, die keineswegs mit seinen sozialistischen Werten in Konflikt stand. Er wurde für seine Haltung von Karl Liebknecht kritisiert.
Mit ihrer Zustimmung zur kaiserlichen Politik wollten Heine und andere SPD-Politiker politische Kompensationen erreichen. Tatsächlich nahm der Verfolgungsdruck auf die SPD und die sozialdemokratischen Gewerkschaften ab sowie arbeitsrechtliche und sozialpolitische Forderungen wurden erfüllt, was die gewerkschaftsgebundenen Reichstagsabgeordneten wiederum zur Unterstützung der Burgfriedenspolitik bewog.
Im November 1917 nahm er an der Berner Zusammenkunft zur Besprechung der Gestaltung der Völkerbeziehungen nach dem Kriege teil.

### Nach der Novemberrevolution

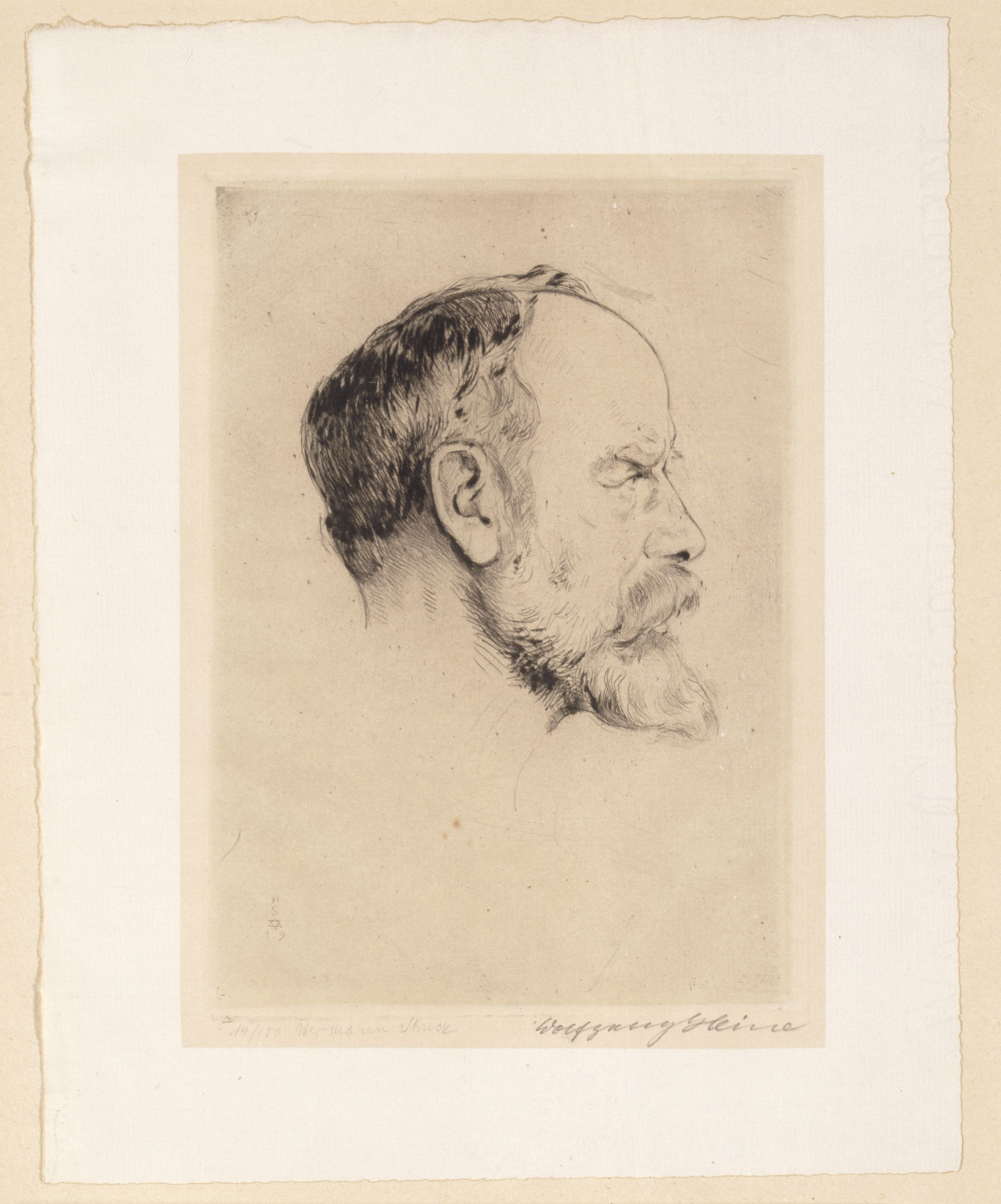
Wolfgang Heine, Radierung von Hermann Struck, 1919

Nach der Novemberrevolution 1918 bis Juli 1919 war Heine Vorsitzender des Staatsrats (Regierungschef) des Freistaates Anhalt und parallel vom 27. November 1918 bis März 1919 Mitglied des preußischen Rats der Volksbeauftragten mit Zuständigkeit für Justiz. Im Januar 1919 wurde er in die Weimarer Nationalversammlung gewählt. Von März 1919 bis März 1920 war er preußischer Innenminister (Kabinett Hirsch). In dieser Zeit war er einer der führenden Köpfe des rechten Flügels der SPD.
Als preußischer Innenminister änderte Heine Im Juni 1919 mit einer Verfügung das Führen der Bezeichnungen „Frau“ und „Fräulein“ von 1869, da er hierfür das Fehlen einer Rechtsgrundlage sah und es nicht mehr den Lebensverhältnissen und Tatsachen entsprach. Die Anrede „Frau“ wurde demnach nicht mehr als Personenstandsbezeichnung verstanden, sodass sich im täglichen Leben auch Unverheiratete so nennen durften.
Heines politisches Handeln war geprägt von Pragmatismus, Toleranz und einem starken Freiheitsgedanken, was in den Reihen seiner eigenen Partei zu Unverständnis führen konnte. Während ihm diese Grundeinstellung in manchen politischen Fragen half eine andere Perspektive einzunehmen, wie beim Umgang mit jüdischen Flüchtlingen, wurde ihm besonders beim Kapp-Putsch vorgeworfen, eine leichtgläubige, den Rechten gegenüber zu tolerante Personalpolitik mit fatalen Folgen betrieben zu haben.

#### Heine-Erlass
Im Frühjahr 1919 entstand eine Debatte zu den Rechten von ostjüdischen Flüchtlinge, Migranten und Arbeitskräfte, die im Zuge des Ersten Weltkriegs nach Preußen gekommen waren. Heine vertrat zunächst den Standpunkt der Reichsregierung, dass aufgrund von Arbeitslosigkeit und mangelhafter Nahrungsmittelversorgung eine Ausweisung unabdingbar sei. Jüdische Verbände übten scharfe Kritik an dem Vorgehen und innerhalb der Regierung wuchs die Angst vor der außenpolitischen Wirkung der Ausweisungen. Außerdem hatte sich innerhalb der Partei eine starke Grundhaltung gegen Antisemitismus herausgebildet.
Im Mai 1919 stoppte Heine die Ausweisung von ostjüdischen Flüchtlingen. Diese neue Asylpolitik wurde im Runderlass vom 1. November 1919 offiziell festgehalten. Nur noch straffällige Ostjuden sollten ausgewiesen werden. Heine war sich zwar bewusst, dass die neue Regelung eine Beeinträchtigung für Inländer bedeuten könnte, allerdings schien es ihm „aus völkerrechtlichen und aus Gründen der Menschlichkeit“ unmöglich, die „Ostjuden“ aus Deutschland auszuweisen. Zudem besaßen viele Flüchtlinge keine Passdokumente, was ihre Ausweisung erschwerte. Der Erlass war demnach das Ergebnis von praktischen und humanitären Erwägungen gleichermaßen.
Heines Asylpolitik wurde von antisemitischen Verbänden sowie der preußischen Regierung und des Reiches scharf kritisiert. Unter dem wachsenden Druck veröffentlichte Heine und später sein Nachfolger Carl Severing eine Reihe von Erlassen, die die Asylpolitik dementsprechend anpassten ohne dabei den Flüchtlingen das Asylrecht gänzlich abzusprechen.
Im Kontext dieser Debatte wurde auch die Möglichkeit der Unterbringung von ostjüdischen Flüchtlingen in Lagern besprochen (siehe Konzentrationslager (historischer Begriff)). Besonders das Reichswehrministerium befürwortete die Eröffnung solcher Lager. Heine zog diese Möglichkeit in Erwägung, äußerte aber letztendlich Bedenken wie auch andere in der Regierung. Heine unterstrich, dass die Mehrheit der ostjüdischen Flüchtlinge eben keine Kriminellen seien, sondern lediglich keinen Pass besaßen. Außerdem würde eine Internierung zu Kritik im Ausland führen.
Uneinigkeit bestand zudem in Bezug auf die Art und Nutzung der Lager sowie die Finanzierung. Es war unklar, ob es sich um eine Fürsorgemaßnahme zur Unterbringung und Verpflegung bedürftiger Flüchtlinge handeln sollte (dies unterstützten die jüdischen Organisationen des Reichs), eine Abschreckungsmaßnahme für zukünftige Migranten oder um eine Durchgangsstation für kriminelle Flüchtlinge, die abgeschoben werden sollte oder nicht abgeschoben werden konnten.
Heines Nachfolger Severing eröffnete im Februar 1921 das Lager Stargard in Pommern als erstes Internierungslager für auszuweisende Ausländer, später folgten noch weitere. Obwohl Severing betonte, dass es sich nicht um eine Maßnahme gegen Ostjuden handle, befand sich in dem Lager eine Großzahl ostjüdischer Flüchtlinge. Das Lager wurde schnell zur „Hölle Stargard“ und Berichte über unzureichender Hygiene sowie antisemitische Übergriffe häuften sich. Letztlich wurden alle Internierungslager bis Dezember 1923 geschlossen. Allerdings nicht aus primär humanitären, sondern aus finanziellen Gründen im Kontext der Hyperinflation 1923. Das Problem der antisemitischen Grundstimmung in der Gesellschaft war damit nicht gelöst.
Heines Ansätze einer humanitär begründeten Flüchtlingspolitik hatten keine dauerhafte Wirkung. Eine ganzheitliche Asylpolitik wurde durch die räumliche und soziale Ausschließung der Flüchtlinge aus der Gesellschaft ersetzt.

#### Kapp-Putsch
Als Innenminister war es Heines Ziel die Unabhängigkeit und Einheit Preußens zu erhalten sowie die systematische Demokratisierung der Verwaltung voranzutreiben. So befürwortete er zwar die Kommunalisierung der während des Kaiserreichs eingesetzten Landräte, jedoch lehnte er drastische, überstürzte Veränderungen, die die öffentliche Ordnung in Gefahr bringen könnten, ab. Somit blieben viele der vorrevolutionären und republikfeindlichen Landräte im Amt. Ebenso agierte er in Bezug auf den preußischen Sicherheitsapparat, der durchsetzt war von republikfeindlichen Kräften.
Wenn örtliche Arbeiterräte sich über deren republikfeindliches Verhalten beschwerten, wies Heine die Klagen meist ab oder ignorierte sie. Selbst bei Rücktrittsgesuchen konservativer Landräte bat Heine sie in der Regel, im Interesse der „öffentlichen Ordnung“ im Amt zu bleiben. Ebenso wies Heine Beschwerden von lokalen Arbeiterräten über den Entzug der finanziellen Unterstützung durch die Gemeindeparlamente im Frühjahr 1919 zurück. Nach der Revolution dauerte es noch acht Monate, bis Heine die nach dem Dreiklassenwahlrecht gebildeten Kreis- und Gemeindevertretungen ablösen ließ. Außerdem tat er wenig, um die gegenrevolutionären Aktivitäten von Freikorps, etwa in Pommern, im Sommer 1919 zu bekämpfen.
In den Monaten vor dem Putsch-Versuch nahm Heine Warnungen vor rechtsextremistischen Umsturzplänen nicht ernst, stattdessen attackierte er die Linksopposition aus USPD und KPD. Sein Fokus lag auf der Instandhaltung einer arbeitsfähigen Koalition zwischen SPD, DDP und Zentrum. Getreu seiner reformistischen, pragmatischen Linie sah er die USPD und KPD als Risiko für die SPD. Dabei übersah er die Gefahr einer Gegenrevolution von rechts. Die Folgen seiner fatalen Fehleinschätzung und gescheiterten Personalpolitik zeigten sich als Heine versuchte die Einwohnerwehren zu alarmieren um die heranrückende Marine-Brigade Ehrhardt zu stoppen. Diese stellten sich der Brigade jedoch nicht entgegen, sondern begrüßten den Putsch. So auch viele andere republikfeindliche Beamte und Landräte, die Heine zuvor nicht ersetzt hatte.
Letztendlich scheiterte der Putsch aufgrund verschiedener Faktoren, darunter die Verweigerung der Regierungsbürokratie, die Uneinigkeit der Militärs über die eigentliche Zielsetzung des Putsches und der folgende Generalstreik, der größte in der deutschen Geschichte.
Heine musste von seinem Posten als preußischer Innenminister zurücktreten, er hatte die gegenrevolutionären Kräfte unterschätzt und seine Behörde hatte versagt. Zudem war öffentlich geworden, dass die Anführer des Kapp-Putsches im Vorfeld erwogen, Heine, Reichswehrminister Gustav Noske und anderen führenden Persönlichkeiten des rechten Flügels der SPD Ämter in einer zukünftigen „nationalen“ Regierung anzubieten. Eine Bedingung der Gewerkschaften zur Beendigung ihres Generalstreiks nach dem Ende des Putsches war der sofortige Rücktritt Noskes, Heines und Rudolf Oesers (DDP).
Als seinen Nachfolger schlug Heine Carl Severing vor, der die Demokratisierung der öffentlichen Verwaltung und insbesondere der Polizei vorantrieb.

### Ab 1920: Erneute Anwaltstätigkeit, soziales Engagement und Flucht

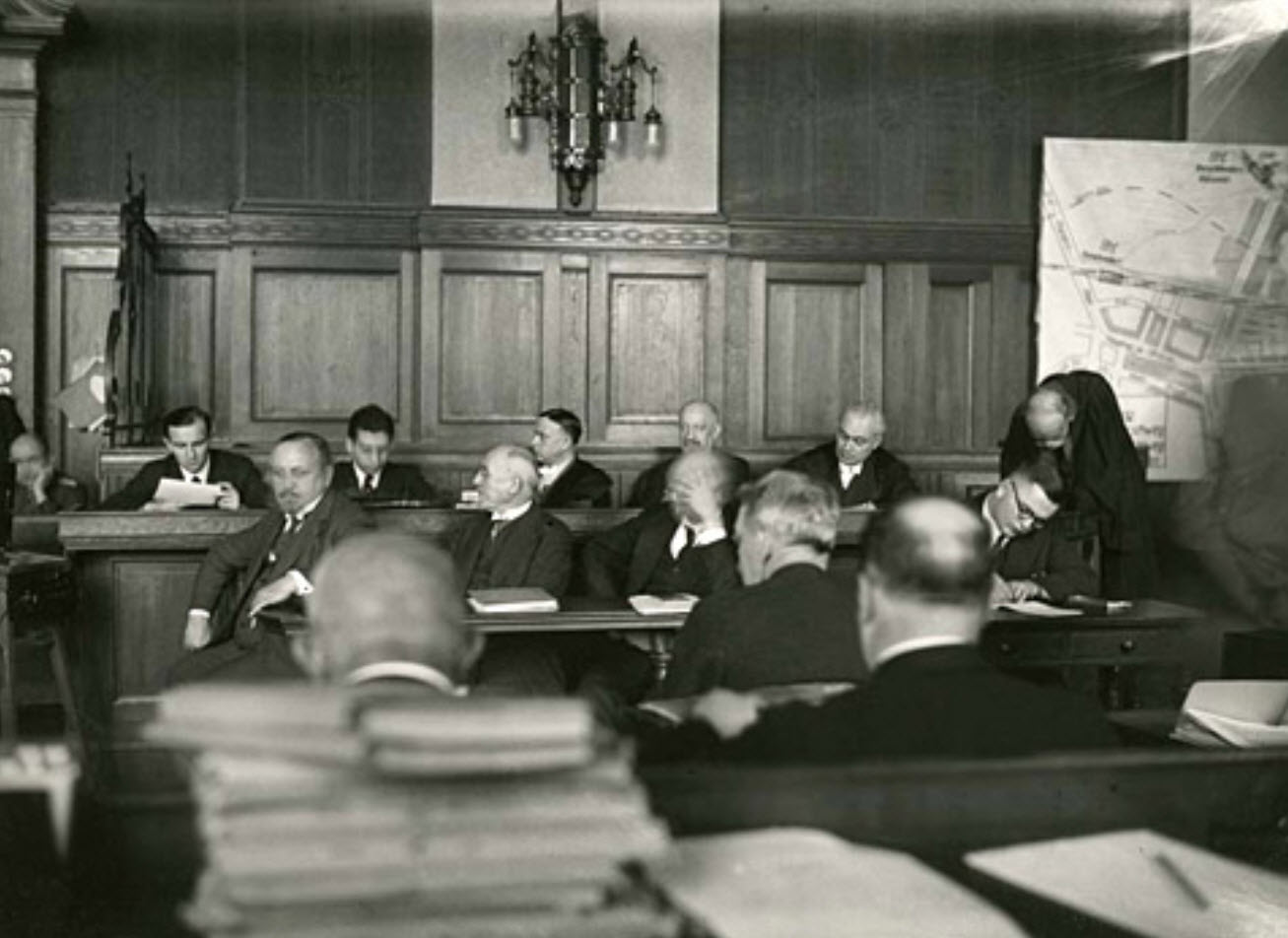
Foto vom Caro-Petschek-Prozess; im Hintergrund die prominent besetzte Verteidigerbank: Ganz rechts (vorgebeugt) Wolfgang Heine, neben ihm Rudolf Dix, dann der Angeklagte Nikodem Caro und (nach rechts blickend) Max Alsberg

Nach seinem Ausscheiden aus der Regierung im Jahr 1920 nahm er wieder seine Anwaltstätigkeit auf. Ab 1923 führte Heine zusammen mit dem jüdischen Rechtsanwalt Alfred Karger eine Anwaltskanzlei in Berlin. Zu ihren Klienten zählte Else Heims in ihrem Scheidungskampf mit Max Reinhardt. 1924 vertrat Heine zusammen mit Otto Landsberg, Rechtsanwalt und ebenfalls SPD-Mitglied, vor dem Landgericht Magdeburg den Nebenkläger Friedrich Ebert im Prozess wegen Beleidigung des Reichspräsidenten. Gemeinsam mit Max Alsberg und Rudolf Dix vertrat er im Caro-Petschek-Prozess, einem der aufwändigsten Strafprozesse in der Endphase der Weimarer Republik, erfolgreich den Angeklagten Nikodem Caro.
Von 1923 bis 1925 war Heine Mitglied des mit dem Republikschutzgesetz eingerichteten Staatsgerichtshofs zum Schutze der Republik. Außerdem war er Mitglied des Reichsausschusses des Reichsbanners Schwarz-Rot-Gold, des Deutschen Republikanischen Reichsbunds, des Vereins zur Abwehr des Antisemitismus und weiteren republikanischen Organisationen.
Neben seiner politischen und juristischen Tätigkeit war Heine Autor zahlreicher juristischer und politischer Artikel. So war er Mitarbeiter der Sozialistischen Monatshefte, des Berliner Tageblatts und des Archivs für soziale Gesetzgebung und Statistik.
Im Januar 1933 nahm Heine an der Konferenz  Das Freie Wort teil, eine öffentliche Protestkundgebung gegen die drei Wochen zuvor an die Macht gelangten Nationalsozialisten. Heines Vortrag Die Freiheit der Kunst war nach Thomas Manns Rede der zweite Höhepunkt der Konferenz. Laut dem ausführlichen Bericht von Dora Lux in der Ethischen Kultur wurde die „Versammlung durch die anwesende Polizei aufgelöst“, als Heine „im Zusammenhang damit und anschließend an seine Erinnerungen aus der Zeit der Lex Heinze die gegenwärtige Kunstpolitik der Nationalsozialisten, die Vertreibung von Heinrich Mann und Käthe Kollwitz aus der Akademie und verwandte Vorfälle der letzten Zeit kritisch und satirisch beleuchtet“. Im Polizeibericht ist zudem vermerkt, dass Heine von „Brutalität“ sprach gegen die das Recht machtlos sei.
Harry Graf Kessler beschrieb die Szene der Auflösung der Konferenz in seinen Tagebüchern: „Als Heine davon sprach, daß die neuerliche Bekehrung der Nazis zum Christentum vielleicht darauf zurückzuführen sei, dass in Palästina in einem zweitausend Jahre alten Grab kürzlich ein Hakenkreuz gefunden worden sei, trat der Polizeioffizier an Lange heran und erklärte die Versammlung als aufgelöst.“ Laut Zeugenberichten leerte sich der Saal unter Protestrufen und Gesang der Internationale und Brüder, zur Sonne, zur Freiheit.
Wenig später floh Heine im Alter von 72 Jahren in die Schweiz. Dort wurde er als politischer Flüchtling anerkannt. Auf Empfehlung des Schweizer Sozialdemokraten Valentin Gitermann wurde Heine ab 1940 von der SP-Flüchtlingshilfe unterstützt.
Sein früherer Anwaltskollege Karger schrieb später, dass Heine im Vorfeld gewarnt worden war, dass er auf der Liste zu verfolgender Nazigegner stand. Ein Grund für diese Verfolgung, neben den vielen Prozessen, die er als Anwalt gegen Nationalsozialisten geführt hatte, war laut Karger, der Erlass vom 1. November 1919, den er als preußischer Innenminister unterzeichnete. Als Heine 1944 in Ascona starb, schrieb Karger in einem Nachruf: „Er, der aus anderem Lager kam, war ein uneigennütziger Kämpfer gegen die Zurücksetzung des Judentums. Mit einem Federstrich gewährte er Tausenden von Juden aus Russland und Polen das dauernde Niederlassungsrecht und freie Arbeitsmöglichkeit in Preussen, hunderten von Rechtsanwälten das ihnen zu Unrecht vorenthaltene Notariat.“

## Privates
Wolfgang Heine war dreimal verheiratet. Aus der ersten Ehe mit Emilie Vogel († 1913), stammten die Söhne Walther (1890–1970) und Volker (1900–1989). In zweiter Ehe war Heine mit Anna Wissinger verheiratet. Nach der Scheidung von Wissinger, heiratete er 1926 Cornelia Zeller (1889–1966).

## Veröffentlichungen
- Das Leipziger Autodafé. Unjuristische Glossen eines Juristen. In: Moderne Dichtung, 2 (1890) #3, 565–568. (1. September 1890)
- Die Sozialdemokratie und die Schichten der Studierten, 2. Auflage Berlin 1898
- Wählen oder Nichtwählen? Ein Wort zur Frage der Betheiligung der Sozialdemokratie in den preußischen Landtagswahlen, Berlin 1898
- Vereinsgesetz vom 19. April 1908, Berlin 1908
- In den Fesseln Roms. Rede des Rechtsanwalts Wolfgang Heine im Kölner Gewerkschaftsprozeß, Düsseldorf 1913
- Kultur und Nation, Chemnitz 1914
- Die Rechtslage im Arbeiter-Turnerbund und das Reichsvereinsgesetz. Referate, gehalten auf dem Bundesturntag im Mannheim 1913, Leipzig 1913 (Hrsg., mit Johann Harnisch)
- Der Kampf um das Koalitionsrecht. Rede in der Sitzung des Reichstags am 22. Januar 1914, Berlin 1914
- Die politische Zukunft Deutschlands und die Sozialdemokratie, in: Die Kriegssitzungen des Deutschen Reichstags. Zwei Reden. 22. Februar 1915 in Stuttgart, Stuttgart 1915
- Gegen die Quertreiber!, Dessau 1915
- Zu Deutschlands Erneuerung, Jena 1916
- Berufsrichter und Volksrichter, in: Bozi, Alfred/Heinmann, Hugo (Hrsg.) Recht, Verwaltung und Politik im Neuen Deutschland,  Stuttgart 1916, S. 54–71
- Wer ist schuld am Bürgerkriege? Rede des preußischen Justizministers Heine in der Landesversammlung, Berlin 1919
- Die Gründung von Freien Schul- und Werkgemeinschaften als Mittel zur Befestigung des neuen Staates und Schaffung eines neuen deutschen Geisteslebens, Berlin 1919
- Hermann Bahrs sechzigster Geburtstag. In: Neues Wiener Journal, 8. Juli 1923, S. 5. (Online)
- Der Kampf um den Reigen. Vollständiger Bericht über die sechstägige Verhandlung gegen Direktion und Darsteller des Kleinen Schauspielhauses Berlin. Herausgegeben und mit einer Einleitung von Wolfgang Heine, Rechtsanwalt, Staatsminister a. D. Berlin: Ernst Rowohlt Verlag 1922.